# C15orf53
C15orf53 (англ. Chromosome 15 open reading frame 53) – білок, який кодується однойменним геном, розташованим у людей на 15-й хромосомі. Довжина поліпептидного ланцюга білка становить 179 амінокислот, а молекулярна маса — 19 737.
| 10         |  | 20         |  | 30         |  | 40         |  | 50         |
| ---------- |  | ---------- |  | ---------- |  | ---------- |  | ---------- |
| MELQGAQEDL |  | GISLSSPRRN |  | HETRPGSKAK |  | GRSSICLQAS |  | VWMAGGKLRL |
| RASEHLTQGH |  | QQELRDWNLG |  | EDASLLFSKS |  | PFGAGKLIQA |  | PAHVFRQCWV |
| QGNAWISCIT |  | KFDSKRSPEV |  | ASSPSYLTVP |  | RRSPLPVFLR |  | PSDRCVCGGC |
| YLGKSTRRRA |  | CQSLLSDPLG |  | VTFPTQTRP  |  |            |  |            |

A: Аланін

C: Цистеїн

D: Аспарагінова кислота

E: Глутамінова кислота

F: Фенілаланін

G: Гліцин

H: Гістидин

I: Ізолейцин

K: Лізин

L: Лейцин

M: Метіонін

N: Аспарагін

P: Пролін

Q: Глутамін

R: Аргінін

S: Серин

T: Треонін

V: Валін

W: Триптофан